# معركة من أجل كوكب القرود
معركة من أجل كوكب القرود (بالإنجليزية: Battle for the Planet of the Apes)‏ هو فيلم خيال علمي أمريكي من إخراج جيه. لي تومسون وهو الجزء الخامس من سلسلة أفلام كوكب القردة.الفيلم من بطولة رودي ماكدويل، كلود أكينز، سيفرن داردن، ليو أيريس، بول وليامز وجون هيوستن. صدر الفيلم في 13 يونيو 1973.

## وصلات خارجية
- معركة من أجل كوكب القرود على موقع IMDb (الإنجليزية)
- معركة من أجل كوكب القرود على موقع ميتاكريتيك (الإنجليزية)
- معركة من أجل كوكب القرود على موقع روتن توميتوز (الإنجليزية)
- معركة من أجل كوكب القرود على موقع نتفليكس (الإنجليزية)
- معركة من أجل كوكب القرود على موقع قاعدة بيانات الأفلام العربية
- معركة من أجل كوكب القرود على موقع ألو سيني (الفرنسية)
- معركة من أجل كوكب القرود على موقع Turner Classic Movies (الإنجليزية)
- معركة من أجل كوكب القرود على موقع أول موفي (الإنجليزية)
- معركة من أجل كوكب القرود على موقع بوكس أوفيس موجو (الإنجليزية)
- معركة من أجل كوكب القرود على موقع فيلمافينيتي (الإسبانية)